# 95-та бригада військово-цивільного адміністрування
95-та бригада військово-цивільного адміністрування (аеромобільна) армії США (англ. 95th Civil Affairs Brigade (Airborne) — військове формування, бригада зі складу сил спеціальних операцій армії США, призначена для виконання завдань військово-цивільного адміністрування, які включають широкий спектр різноманітних задач, спрямованих головним чином на надання командирам військових частин регулярних збройних сил всебічної допомоги щодо вирішення проблем з цивільним керівництвом та місцевим населенням в зоні ведення військових дій.
Концепція військової частини, основним призначенням якої було б військово-цивільне адміністрування, розглядалася в Збройних силах США тривалий період, проте після ретельного аналізу спектру завдань, які мали покладатися на таке формування, урядом США у чотирирічному стратегічному оборонному огляді (англ. Quadrennial Defense Review) було передбачене утворення військової частини такого типу в 2006 році. Особовий склад бригади становить 4% від загальної чисельності сил спеціальних операцій США.

## Організація бригади
95-та бригада військово-цивільного адміністрування базується на військовій базі у Форт Брегг, у штаті Північна Кароліна.
Організаційно бригада складається з 5 батальйонів, штаби яких розташовані також на території форту Брегг:
- 91-й батальйон військово-цивільного адміністрування, закріплений за Африканським Командуванням Збройних сил США
- 92-й батальйон військово-цивільного адміністрування[2], закріплений за Європейським Командуванням Збройних сил США
- 96-й батальйон військово-цивільного адміністрування, закріплений за Центральним Командуванням Збройних сил США
- 97-й батальйон військово-цивільного адміністрування, закріплений за Тихоокеанським Командуванням Збройних сил США
- 98-й батальйон військово-цивільного адміністрування, закріплений за Південним Командуванням Збройних сил США.[3]

## Історія
95-та бригада військово-цивільного адміністрування веде свою історію від 95-ї військової групи адміністрування, яка була заснована 25 серпня 1945 року. Група була розгорнута на території окупованої Японії для забезпечення тимчасового врядування місцевими органами влади, що знаходилися під контролем окупаційних військ. 30 червня 1946 група була розформована.
29 жовтня 1948 група адміністрування була знову утворена напередодні Корейської війни на території форту Брегг у Північній Кароліні, звідки особовий склад групи відряджався на Корейський півострів для виконання завдань військово-цивільного керівництва протягом 3 кампаній. За успішне виконання завдань, які покладалися на групу, вона отримала 3 почесні бойові стрічки. 28 жовтня 1951 95-та військова група адміністрування вдруге деактивована.
Втретє група відновлена 9 лютого 1955 у форті Гордон у штаті Джорджія й незабаром реорганізована у частину військово-цивільного адміністрування, яка 25 червня 1959 отримала офіційну назву 95-та група військово-цивільного адміністрування. Протягом 20 років свого існування група не залучалася для виконання завдань за призначенням за межами країни, й її фахівці не вирушали на війну у В'єтнамі. 21 грудня 1974 група знову деактивована.
Після тривалого періоду дискусій та аналізу ролі формувань військово-цивільного адміністрування у сучасній війні, 6 лютого 2006 року, міністерство оборони США видало стратегічний оборонний огляд на 4 роки, в якому передбачалося створення на регулярної основі військової частини, на яку покладатимуться завдання такого роду, й збільшення до 3 700 військових, що служитимуть у частинах військово-цивільного адміністрування.
Розгортання тимчасової бригади здійснювалося на основі 96-го батальйону військово-цивільного адміністрування, яке офіційно було завершене 14 березня 2006 року. 16 березня 2007 95-та бригада у штатному складі увійшла до складу сил спеціальних операцій армії США, як регулярна одиниця цих сил.
Окремі підрозділи бригади брали участь у збройних конфліктах на території Іраку та Афганістану. У бойових діях в Іраку, бригада втратила 2 своїх військових, що підірвалися на саморобному вибуховому пристрої. Військові 98-го батальйону ВЦА виконували завдання на території африканських країн та інших держав у підтримку американських збройних сил у Глобальній війні проти тероризму.